# NV Autobusdienstonderneming Velox
De NV Autobusdienstonderneming Velox, kortweg Velox is een voormalig Nederlands autobusbedrijf in een deel van de Betuwe in Gelderland. Het was gevestigd in Andelst en heeft bestaan van 1942 tot 1966. Het Latijnse woord 'Velox' betekent 'snel'. 
In 1942 werd het bedrijf opgericht door NS-dochteronderneming ATO en werd de vergunning door de CVP verleend. Hoewel het idee was om de Velox ook vervoersdiensten op de Veluwe te laten verzorgen ging dit door de Tweede Wereldoorlog niet door. Na de oorlog verdween de ATO en werd de Velox een rechtstreekse NS-dochter. In de jaren vanaf 1945 heeft de Velox 'treinvervangende' busdiensten gereden rond Arnhem, totdat het spoorwegnet in 1953 voldoende hersteld was van oorlogsschade. Het vervoergebied in de oostelijke Over-Betuwe, dat ook aan de Velox was toegewezen, moest na de oorlog na een rechterlijke uitspraak worden teruggegeven aan de Gelderse Tramwegen (GTW) als rechtsopvolger van de Betuwsche Stoomtramweg-Maatschappij (BSM/BTM). Voor de Velox bleven de westelijke Over-Betuwe en de Neder-Betuwe over als vervoergebied op een gezamenlijke concessie met de GTW. In 1955 werden directie en administratie van de Velox in handen gegeven van de NBM te Zeist, hoewel een klein kantoor in Andelst bleef bestaan. De huisstijl van de Velox werd aangepast aan die van de NBM.
Toen de NBM, zelf ook een NS-dochter, twee kleine particuliere busbedrijven had gekocht (de ETAO te Tiel en Van Ballegooijen te Haaften), werden deze op 1 juni 1966 met de Velox samengevoegd. Door een statutenwijziging werd daarbij de Velox omgezet in de Betuwse Streekvervoer Maatschappij (BSM) met als officiële vestigingsplaats Tiel in plaats van Andelst.

## Lijnennet
In 1963 bestond het lijnennet uit de volgende lijnen:
- 34: Tiel - Echteld - IJzendoorn - Ochten - Kesteren - Opheusden - Dodewaard - Andelst - Zetten - Randwijk - Heteren - Driel - Elden - Arnhem (uurdienst)
- 35: Rhenen - Kesteren - Ochten - Dodewaard - Zetten - Andelst - Valburg - Oosterhout - Nijmegen (2-uurdienst)
- 36: Wageningen - Zetten - Andelst - Valburg - Oosterhout - Nijmegen (2-uurdienst)

(op het traject Zetten - Nijmegen vormden de lijnen 35 en 36 samen een uurdienst)
- 37: Valburg - Elst

De lijnnummering sloot aan op die van de GTW waarmee de Betuwse concessie werd gedeeld.

## Museumbus
| Nummer | Merk            | Carrosserie | Serie     | Bouwjaar | Bewaard door                  | Opmerking                                    | Afbeelding |
| ------ | --------------- | ----------- | --------- | -------- | ----------------------------- | -------------------------------------------- | ---------- |
| 1108   | Crossley SD42/1 | De Schelde  | 1001-1128 | 1947     | Stichting Veteraan Autobussen | Nederlandse Spoorwegen, NTM, NBM, Velox 1108 |            |